# USS Dallas (SSN-700)
| USS Dallas (SSN-700)       | USS Dallas (SSN-700)                       | USS Dallas (SSN-700)                       |
| -------------------------- | ------------------------------------------ | ------------------------------------------ |
|                            |                                            |                                            |
|                            |                                            |                                            |
|                            |                                            |                                            |
| Порт приписки              | Гротон, штат Коннектикут                   | Гротон, штат Коннектикут                   |
| Спуск на воду              | 28 квітня 1979                             | 28 квітня 1979                             |
| Виведений зі складу флоту  | 26 червня 2018                             | 26 червня 2018                             |
| Проєкт                     |                                            |                                            |
| Основні характеристики     |                                            |                                            |
| Швидкість (підводна)       | 20 вузлів                                  | 20 вузлів                                  |
| Екіпаж                     | 127                                        | 127                                        |
| Розміри                    |                                            |                                            |
| Довжина найбільша (по КВЛ) | 110,3 м                                    | 110,3 м                                    |
| Ширина корпусу найб.       | 10 м                                       | 10 м                                       |
| Середня осадка (по КВЛ)    | 9,4 м                                      | 9,4 м                                      |
| Водотоннажність надводна   | 6900 тонн                                  | 6900 тонн                                  |
| Озброєння                  |                                            |                                            |
| Торпедно- мінне озброєння  | 4 × 21 в (533 мм) торпедні апарати Mark-48 | 4 × 21 в (533 мм) торпедні апарати Mark-48 |
| Ракетне озброєння          | крилаті ракети Tomahawk                    | крилаті ракети Tomahawk                    |

«Даллас» (англ. USS Dallas (SSN-700)) — багатоцільовий атомний підводний човен є 13-тим в серії з 62 підводних човнів типу «Лос-Анджелес», побудованих для ВМС США. Він став другим кораблем ВМФ США, названим на честь міста Даллас, штат Техас.

## Будівництво

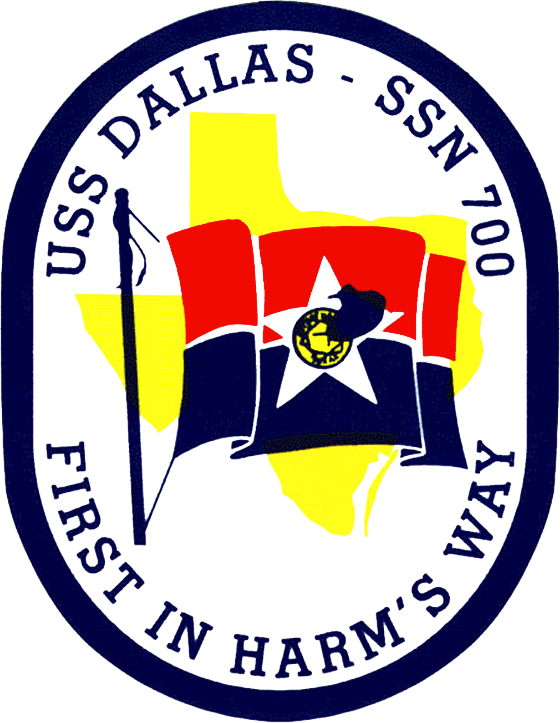
Емблема човна

Контракт на будівництво 31 січня 1973 року був підписаний з американською корабельнею Electric Boat підрозділу корпорації General Dynamics в місті Гротон, штат Коннектикут. Закладка кіля відбулася 09 жовтня 1976 року. Спущений на воду 28 квітня 1979 року. Хрещеною матір'ю стала Rita Crocker Clements (Рита Крокер Клементс), дружина колишнього заступника міністра оборони William P. Clements, Jr. (Вільям П. Клементс — молодший). Введений в експлуатацію 18 липня 1981 року. Порт приписки Гротон, штат Коннектикут.

## Служба
За весь час служби підводний човен зробив одне розгортання в Індійському океані, чотири розгортання в Середземному морі, два розгортання в Перській затоці і сім розгортань в Північній Атлантиці. У квітні 2016 року підводний човен вийшов у своє останнє розгортання, яке проходило в зоні відповідальності 5-го і 6-го флоту США, з якого повернулася 22 листопада. За цей час він пройшов 37000 морських миль і відвідав з запланованим візитом Брест (Франція), Аль-Хідден (Бахрейн) і Дукма (Оман). 24 березня 2017 року останній раз залишив порт приписки Гротон і попрямував у Бремертон, штат Вашингтон, де протягом року проходила дезактивацію на військово-морській верфі в П'юджет-Саунд, куди човен прибув 22 травня. 4 квітня 2018 року на військово-морській верфі в П'юджет-Саунд відбулася офіційна церемонія виведення з експлуатації.